# Spike Heatley
Brian John „Spike“ Heatley (* 17. Februar 1933 in London; † 10. November 2021) war ein britischer Jazz-Musiker (Kontrabass).

## Leben und Wirken
Heatley trat zunächst 1958 mit Vic Ashs Sextett auf, bevor er zu The Jazz Couriers wechselte, die sich allerdings kurz darauf auflösten. Er spielte dann im Quartett von Tubby Hayes, ebenso wie Terry Shannon und Phil Seamen, die ebenfalls zu den Couriers gehörten. Heatley gehörte dann zur Hausband von Ronnie Scott’s Jazz Club um den Pianisten Eddie Thompson und zu Emcee 5 um Mike und Ian Carr, begleitete aber auch John Dankworth (bis 1962). Dann wirkte er im Quintett von Tony Coe, ging aber auch mit Kenny Baker auf Tournee. 1963 wechselte er ins Quintett von Bill Le Sage und Ronnie Ross. 1966 war er an dem NDR Jazzworkshop in Recklinghausen mit einer internationalen Bigband beteiligt. Daneben arbeitete er als Studiomusiker, u. a. für Alexis Korner, Donovan und für Nick Ingman; dabei arrangierte er auch und spielte in den Rhythmusgruppen mit Jimmy Page und John McLaughlin. In dieser Zeit spielte er auch in den Bands von Ross und von Harold McNair. Zwischen 1970 und 1974 gehörte er zu CCS und zur Be-Bop Preservation Society. In den 1980er Jahren tourte er mit den Great Guitars (einem Quintett um Herb Ellis, Charlie Byrd und Barney Kessel), aber auch im Trio von Kessel; zudem spielte er mit Ruby Braff und Scott Hamilton. In den 1990er Jahren leitete er ein eigenes Trio und spielte in der Gruppe des kanadischen Pianisten Oliver Jones.

## Diskographische Hinweise
- Alexis Korner’s Blues Incorporated R&B from the Marquee (1962)
- Presenting the Bill Le Sage - Ronnie Ross Quartet (1963), mit Allan Ganley
- The Other Side of the Coin (2003), mit Roy Williams, Danny Moss, Mick Hanson, Dave Newton, Malcolm Mortimore
- One for Clifford. ... and Another One for Tubby (2005), mit Alan Barnes, John Horler, Malcolm Mortimore
- Spike Heatley, Jim Lawless, Andy Williams, Malcolm Mortimore: Zurich Express (Renella Records, 2007)

## Lexikalische Einträge
- John Chilton: Who's Who of British Jazz Continuum, London 2004 (2. Auflage)